# گمینا کورنوواتس
گمینا کورنوواتس (به لهستانی:  Gmina Kornowac) یک گمینا در لهستان است که در شهرستان راچیبوژ واقع شده‌است. گمینا کورنوواتس ۲۶٫۳ کیلومتر مربع مساحت و ۴٬۷۶۸ نفر جمعیت دارد.